# Márton Endrédy
Márton Endrédy (ur. 11 września 1852 w Nádudvar, zm. 4 marca 1929 w Budapeszcie) – węgierski szermierz, olimpijczyk.
Od 1881 roku trenował w szkole szermierki Norberta Sztrakaya. Dwa lata później po raz pierwszy startował w zawodach szabli dla zawodowców. W 1888 roku otworzył szkołę szermierki, tańca i gimnastyki w Budapeszcie. W 1896 roku został członkiem Węgierskiego Związku Szermierczego Zawodowców. W 1915 roku został mianowany naczelnym dowódcą armii ochotniczej.
Brał udział w Letnich Igrzyskach Olimpijskich 1900 jako uczestnik zmagań dla zawodowców. W każdej z trzech konkurencji (floret, szpada, szabla) odpadł na etapie pierwszej rundy eliminacyjnej.